# Dravlje
Dravlje so ljubljanski predel, nekdanja vas, ki leži med Celovško cesto in Regentovo cesto severozahodno od centra mesta; tj. med Šiško in Šentvidom in je sedež ljubljanske Četrtne skupnosti Dravlje.
V zadnjih štiridesetih letih je prebivalstvo zelo naraslo, od približno 4.000 prebivalcev leta 1964 do 22.000 leta 1985.
V Dravljah stojita stara cerkev sv. Roka in novejša cerkev Kristusovega učlovečenja, ki sta v upravljanju župnije Dravlje in jezuitskega cerkvenega reda. Ob njiju se nahaja pokopališče. Sredi blokovskega naselja stoji Osnovna šola Dravlje, ob Vodnikovi cesti pa tudi pošta.

## Zgodovina in etimologija
Na ozemlju današnjih Dravelj so prebivali že stari Rimljani, kasneje Goti (Mestni muzej Ljubljana hrani nakit in dele noše Vzhodne Gotinje iz 6. stoletja, odtod tudi ime ene izmed ulic: Gotska ulica). V obdobju turških vpadov je bila vas dvakrat požgana. 
V Dravlje so že od osemnajstega stoletja naprej - tedaj so bile vas pri Ljubljani - prihajale množice romarjev, posebej na god sv. Roka, draveljskega patrona in zavetnika proti kugi.. Na križišču Celovške ceste in Korenčanove ulice stojita kapelica in kužno znamenje.
Dravlje so nekdaj veljale za prvo vas na Gorenjskem, saj je bila vas precej odmaknjena od tedaj mnogo manjše Ljubljane. Vas Dravlje je bilo staro kmečko naselje s še danes delno ohranjenim najstarejšim jedrom.
Ime naj bi izhajalo iz besede ‘drevje’ oz. ‘drevlje’, saj je bila nekoč draveljska gmajna zelo razširjena. 